# StarCraft
StarCraft is een RTS-computerspel ontwikkeld en uitgebracht in 1998 door Blizzard Entertainment voor de pc en Apple Macintosh. In hetzelfde jaar heeft Blizzard een uitbreiding van dit spel uitgebracht onder de naam StarCraft: Brood War. Het spel speelt zich af in een fictieve toekomst, waarbij menselijke ruimtekolonisten, de zogenaamde Terrans, de strijd aanbindt met de insectachtige Zerg en de nobele en religieuze Protoss.
Toen het spel uitkwam bleek het onverwacht zeer populair in Zuid-Korea. Met name in Zuid-Korea wordt het spel professioneel in toernooivorm tegen elkaar gespeeld. Deze game is wereldwijd meer dan 9 miljoen keer over de toonbank gegaan en is vooral in Azië, ondanks de gedateerde graphics, nog steeds zeer populair.

## Verhaallijn
Het verhaal van StarCraft speelt zich af rond de beschaving van de Terran in de Koprulu Sector (K-Sector), welke is opgezet door voormalige gevangenen afkomstig van Aarde. De meest invloedrijke en machtigste factie is de Terran Confederacy. Deze factie kent enkele tegenhangers, waaronder de terroristische factie Sons of Korhal. Met de komst van de Zerg in de K-Sector onder leiding van de Overmind en zijn Cerebrates, wordt de situatie voor de Terrans ernstig bemoeilijkt. De Zerg Swarm wordt echter op de voet gevolgd door een ruimtevloot van de Protoss, die onder het commando van Executor Tassadar staat. De Protoss verbranden alle door de Zerg geïnfesteerde planeten tot as.
Nadat de Protoss de Confederaanse kolonie Chau Sara vernietigen, worden de Zerg gebruikt door de rebelse organisatie Sons of Korhal. De leider van deze factie, Arcturus Mengsk, lokt de Zerg met behulp van enkele Psi-emitters naar een aantal installaties van de Confederacy, om zo zijn eigen doelen te volbrengen. Mengsk verwerft de diensten van Edmund Duke, een voormalige Generaal van de Confederacy. Tegelijkertijd offert Mengsk zijn rechterhand Sarah Kerrigan op aan de Zerg, nadat deze paranormaal begaafde Terran bezwaar maakt tegen zijn moralen en tactieken. Door deze opoffering verliest Mengsk nog een andere volgeling, de voormalige sheriff van Mar Sara, James "Jim" Raynor. Jim vlucht met een handvol soldaten weg van Mengsk.
Na de val van de Confederacy, reorganiseert Mengsk de Terraanse planeten die hij beheerst en vormt de Terran Dominion, daarmee zichzelf tot Keizer kronend. Ondertussen vluchten de Zerg naar de planeet Char met hun laatste aanwinst, Kerrigan, in een cocoon.
Tassadar ontdekt dat hij de controle die de Overmind uitvoert over zijn Swarm kan verstoren door de band met zijn Cerebrates te verwijderen. Tassadar roept de hulp in van de Dark Templar, een Protoss stam die hun voorouderlijke psionische krachten en de religieuze trouw aan de Khala hebben verlaten. Op de planeet Char wordt Tassadar geconfronteerd met de nieuwste onderdaan van de Overmind, de onlangs geïnfesteerde Kerrigan, een krachtige psychic.
De betrokkenheid van de onteerde Dark Templar blijkt uiteindelijk noodlottig. Terwijl de leider van de Dark Templar, Zeratul, de Cerebrate Zasz doodt, komt hij heel kort in psychisch contact met de Overmind. Vanaf dat moment weet de Overmind de exacte locatie van Aiur, en stuurt daarop zijn Zerg Swarm naar de thuiswereld van de Protoss. Zeratul, op zijn beurt, komt de oorsprong van de Zerg te weten door het korte contact.
De Zerg weten een groot aantal overwinningen te boeken op de venijnig terugvechtende Protoss, die op hetzelfde moment betrokken zijn in een burgeroorlog tussen het hoogste gezag van de Protoss, de Conclave, en de alliantie tussen Tassadar en de Dark Templar. In een wanhopige poging de hevige aanvallen van de Zerg te beëindigen, verenigen Tassadar, Zeratul en de overgebleven Protoss hun krachten met de strijdkrachten van de Terrans en vallen tezamen de Overmind zelf aan. Uiteindelijk slagen zij er in de Overmind te vernietigen, dankzij de opoffering van Tassadar, die zijn vlaggenschip de Ganthritor op ramkoers met de Overmind stuurt.

## Rassen
TerranDe mensen van de Aarde.
ZergAliens, oorspronkelijk gecreëerd door de Xel'Naga. De Xel'Naga zijn later vernietigd door de Zerg.
ProtossBuitenaardse bionische wezens die psychische krachten gebruiken om te overleven. Gecreëerd en vervolgens in de steek gelaten door de Xel'Naga.

## Gameplay
Elk ras gebruikt twee middelen om hun speleconomieën te ondersteunen en hun krachten te bouwen: mineralen en gas. Deze worden verzameld door SCV's, Drones of Probes. Ze worden afgeleverd in het Command Center, een Hatchery(-Lair-Hive) of een Nexus.

## StarCraft 64
In 1998 is er ook een editie van het spel uitgekomen voor de Nintendo 64. Het bevatte de speelvelden van het oorspronkelijke spel, StarCraft: Brood War en een aantal extra velden. De besturing ging met behulp van de joystick, in tegenstelling tot de muisbesturing van de pc en Mac-edities.

## StarCraft: Remastered
Eind maart 2017 kondigde Blizzard een versie aan met verbeterde graphics en geluid. StarCraft: Remastered zal compatibel zijn met origineel, waardoor spelers van deze versies het online tegen elkaar kunnen opnemen.

## Trivia
- Het spel heeft een ster op de Walk of Game.
- Het spel is opgenomen in het boek 1001 Video Games You Must Play Before You Die van Tony Mott.